# Never Say Die!
A Never Say Die, az angol Black Sabbath zenekar 1978-ban megjelent 8. nagylemeze. Az album nem mondható hagyományos Black Sabbath albumnak, és nem is lett kimondottan sikeres. Ez főként a tagok – legfőképpen Ozzy Osbourne – összeférhetetlensége miatt. Az album a 69. helyezést érte el, a Billboard listán.

## Információk
1976-ban jelent meg a Technical Ecstasy, amelynek készületeinél a Sabbath-ot már több belső viszály zilálta szét. Tony Iommi gitáros sokat kísérletezett, és ezért is lett olyan furcsa az album. Rá egy évre, 1977-ben kilépett Ozzy Osbourne, és helyére Dave Walker érkezett, akivel nem jelent meg album. Ezek után Ozzy visszatért, és elkészítették a Never Say Die! című nagylemezt, amely szintén nem lett nagy siker.
Ez volt hosszú ideig az utolsó Black Sabbath stúdióalbum Ozzy Osbourne énekes közreműködésével. Az énekes, a lemez megjelenése után újra elhagyta a zenekart. Ezt követően többször visszatért az együttesbe, de stúdiólemez csak 2013-ban készült vele, amely 13 címen jelent meg.

## Felvételek
Az albumot a kanadai Toronto városban vették föl. A körülmények korántsem voltak hagyományosak. A Hammer World magazin 2009. márciusi számában Iommi így nyilatkozott a Never Say Die! albumról, és Ozzy Osbourne kiválásáról:
"A körülmények sem voltak hagyományosak, ha-ha! Ozzy hol kiszállt, hol visszajött, és amikor felmentünk, Torontóba, egy jéghideg moziban próbáltunk dalokat írni, este meg nekiálltunk rögzíteni a friss témákat. Kínszenvedés volt az egész, ezért is születtek olyna furcsa dalok. A "Swinging The Chain"-t például azért Bill énekelte fel, mert Ozzy nem volt rá hajlandó. Összességében nem lett egy jó album, de vannak rajta nekem kedves dalok." [...] "A drogok átvették az irányítást. Lenyomtunk egy turnét, az akkortájt induló Van Halennel, akik estéről estére a porba aláztak minket, majd Los Angelesben próbáltunk új dalokat írni, de Ozzy már nem volt hajlandó semmire. Mi sem voltunk ártatlanok, de azért még próbálni, dalokat írni még tudtunk volna. Két lehetőségünk volt, vagy kerítünk egy új énekest, vagy feloszlatjuk a zenekart. Ez utóbbit azonban mindannyian elvetettük..."

## Tartalma
Az összes dalt, Tony Iommi, Bill Ward, Geezer Butler, és Ozzy Osbourne írták és szerezték.
1. "Never Say Die" – 3:49
2. "Johnny Blade" – 6:28
3. "Junior's Eyes" – 6:42
4. "A Hard Road" – 6:04
5. "Shock Wave" – 5:15
6. "Air Dance" – 5:17
7. "Over to You" – 5:22
8. "Breakout" – 2:35
9. "Swinging the Chain" – 4:17

## Közreműködők
- Ozzy Osbourne – ének
- Tony Iommi – gitár, háttérének
- Geezer Butler – basszusgitár, háttérének
- Bill Ward – dobok, ének a "Swinging the Chain" című dalban, háttérének
- Don Airey – billentyűs hangszerek
- John Elstar – harmonika

## Fordítás
Ez a szócikk részben vagy egészben  a   Never Say Die! című angol Wikipédia-szócikk fordításán alapul.  Az eredeti cikk szerkesztőit annak laptörténete sorolja fel. Ez a jelzés csupán a megfogalmazás eredetét és a szerzői jogokat jelzi, nem szolgál a cikkben szereplő információk forrásmegjelöléseként.